# تحریف‌های شناختی
تحریف‌های شناختی خطاهایی است که افراد افسرده هنگام نتیجه‌گیری از تجربیات‌شان مرتکب می‌شوند. تعداد زیادی از تحریف‌های شناختی معرفی و تعریف شده‌اند که در اینجا به مهم‌ترین آنها اشاره خواهد شد.
- استنباط دل‌بخواهی به نتیجه‌گیری‌هایی اشاره دارد که شواهد از آن‌ها حمایت نمی‌کند.
- جداسازی گزینشی نتیجه‌گیری بر اساس جزئیات مجزای یک واقعه را شامل می‌شود. در این حالت اطلاعات دیگر نادیده گرفته می‌شود و به اهمیت کل موقعیت توجهی نمی‌شود.
- تعمیم مفرط فرایند اعتقادات افراطی برپایه یک بار وقوع و به کار بردن نامناسب آن‌ها در موقعیت‌ها یا رویدادهای مشابه است.
- بزرگ‌نمایی کردن و کوچک جلوه دادن عبارت است از برداشت کردن یک مورد یا واقعیت به صورت بزرگ‌تر یا کوچک‌تر از آنچه که واقعاً سزاوار آن است.
- شخصی کردن گرایش افراد به ربط دادن رویدادهای بیرونی به خودشان است، حتی زمانی که مبنایی برای برقراری ارتباط وجود نداشته باشد.
- برچسب زدن و سوء برچسب زدن عبارت است از وصف کردن هویت بر اساس نقایص و اشتباهاتی که در گذشته صورت گرفته‌اند و اجازه دادن به آن‌ها تا هویت واقعی را توصیف کنند.
- تفکر قطبی شده نیز فکر کردن و تعبیر کردن به صورت همه یا هیچ یا طبقه‌بندی تجربیات به صورت دو حد تفریط را شامل می‌شود.

- قضاوت گرایی یعنی فرد به جای درک‌ حوادث اطراف خود و پذیرفتنشان، آنها را در قالب ارزیابی خوب و بد و بی ارزش یا با ارزش می‌نگرد.